# Liste der Biografien/Stoy
Liste der Biografien |
Portal Biografien |
Personensuche
# |
A |
B |
C |
D |
E |
F |
G |
H |
I |
J |
K |
L |
M |
N |
O |
P |
Q |
R |
S |
T |
U |
V |
W |
X |
Y |
Z |
?
 
Sa |
Sb |
Sc |
Sd |
Se |
Sf |
Sg |
Sh |
Si |
Sj |
Sk |
Sl |
Sm |
Sn |
So |
Sp |
Sq |
Sr |
Ss |
St |
Su |
Sv |
Sw |
Sy |
Sz
 
Sta |
Ste |
Sth |
Sti |
Stj |
Stl |
Sto |
Str |
Sts |
Stt |
Stu |
Stv |
Stw |
Sty
 
Stoa |
Stob |
Stoc |
Stod |
Stoe |
Stof |
Stog |
Stoh |
Stoi |
Stoj |
Stok |
Stol |
Stom |
Ston |
Stoo |
Stop |
Stoq |
Stor |
Stos |
Stot |
Stou |
Stov |
Stow |
Stox |
Stoy |
Stoz
Die Liste der Biografien führt alle Personen auf, die in der deutschsprachigen Wikipedia einen Artikel haben. Dieses ist eine Teilliste mit 23 Einträgen von Personen, deren Namen mit den Buchstaben „Stoy“ beginnt.

## Stoy
- Stoy, Friedrich (1887–1978), deutscher Heimatforscher und Lehrer
- Stoy, Johann Friedrich (1700–1760), deutscher evangelischer Theologe
- Stoy, Johann Sigmund (1745–1808), deutscher Theologe, Pädagoge und Schriftsteller
- Stoy, Karl Volkmar (1815–1885), deutscher Pädagoge
- Stoy, Olaf (* 1959), deutscher Porzellankünstler
- Stoy, Walter (* 1935), deutscher Kfz-Meister, Automobilkaufmann und Senator (Bayern)
- Stoy, Wilhelm (1887–1958), Holzbauingenieur

### Stoya
- Stoya (* 1986), US-amerikanische PornodarstellerinStoya (* 1986)

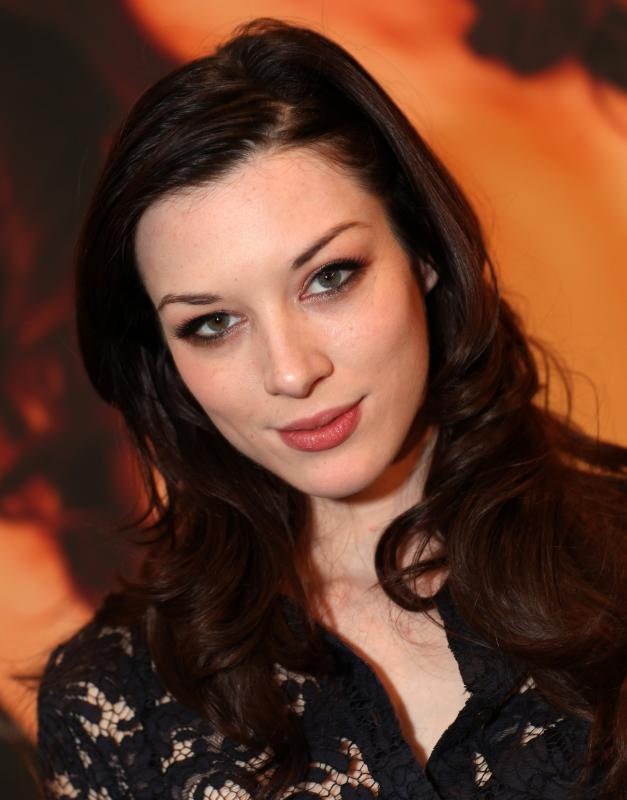
Stoya (* 1986)

- Stoyan, Catherine (* 1959), deutsche Schauspielerin und Hörspielsprecherin
- Stoyan, Dietrich (* 1940), deutscher Mathematiker
- Stoyan, Gisbert (1942–2018), deutscher Mathematiker
- Stoyan, Herbert (* 1943), deutscher Informatiker
- Stoyan, Ronald (* 1972), deutscher Publizist
- Stoyanov, Michael (* 1966), US-amerikanischer Schauspieler und Comedyautor
- Stoyanov, Niagol (* 1987), italienischer Tischtennisspieler
- Stoyanov, Samouil (* 1989), bulgarisch-österreichischer Schauspieler
- Stoyanov, Svetoslav (* 1976), französischer Badmintonspieler bulgarischer Herkunft

### Stoye
- Stoye, Gerhard (1911–1993), deutscher Sozialpädagoge und Maler
- Stoye, Jörg, deutscher Ökonom
- Stoye, Karl (1896–1947), deutscher Karikaturist und Mundartdichter
- Stoye, Karsten (* 1962), deutscher Brigadegeneral
- Stoye, Rüdiger (* 1938), deutscher Illustrator und Autor von Kinderbüchern

### Stoyk
- Stoykov, Vesselin (* 1973), bulgarisch-deutscher Opernsänger (Bassbariton)